# デリカシー
| ウィキペディアには「デリカシー」という見出しの百科事典記事はありません（タイトルに「デリカシー」を含むページの一覧/「デリカシー」で始まるページの一覧）。 代わりにウィクショナリーのページ「delicacy」が役に立つかもしれません。 |